# Cléones
Cléones (grec moderne : Αρχαίες Κλεωνές, Anciennes-Cléones) est une localité de la partie est de la municipalité de Némée en Corinthie, à 14 km au sud ouest de Corinthe. Elle comptait 1 092 habitants en 2011. 
Le village moderne, appelé Kondóstavlos (Κοντόσταυλος) jusqu'en 1963, a été renommé du nom de la cité antique de Cléones (Κλεωναί) dont le site est situé à proximité.

## Histoire

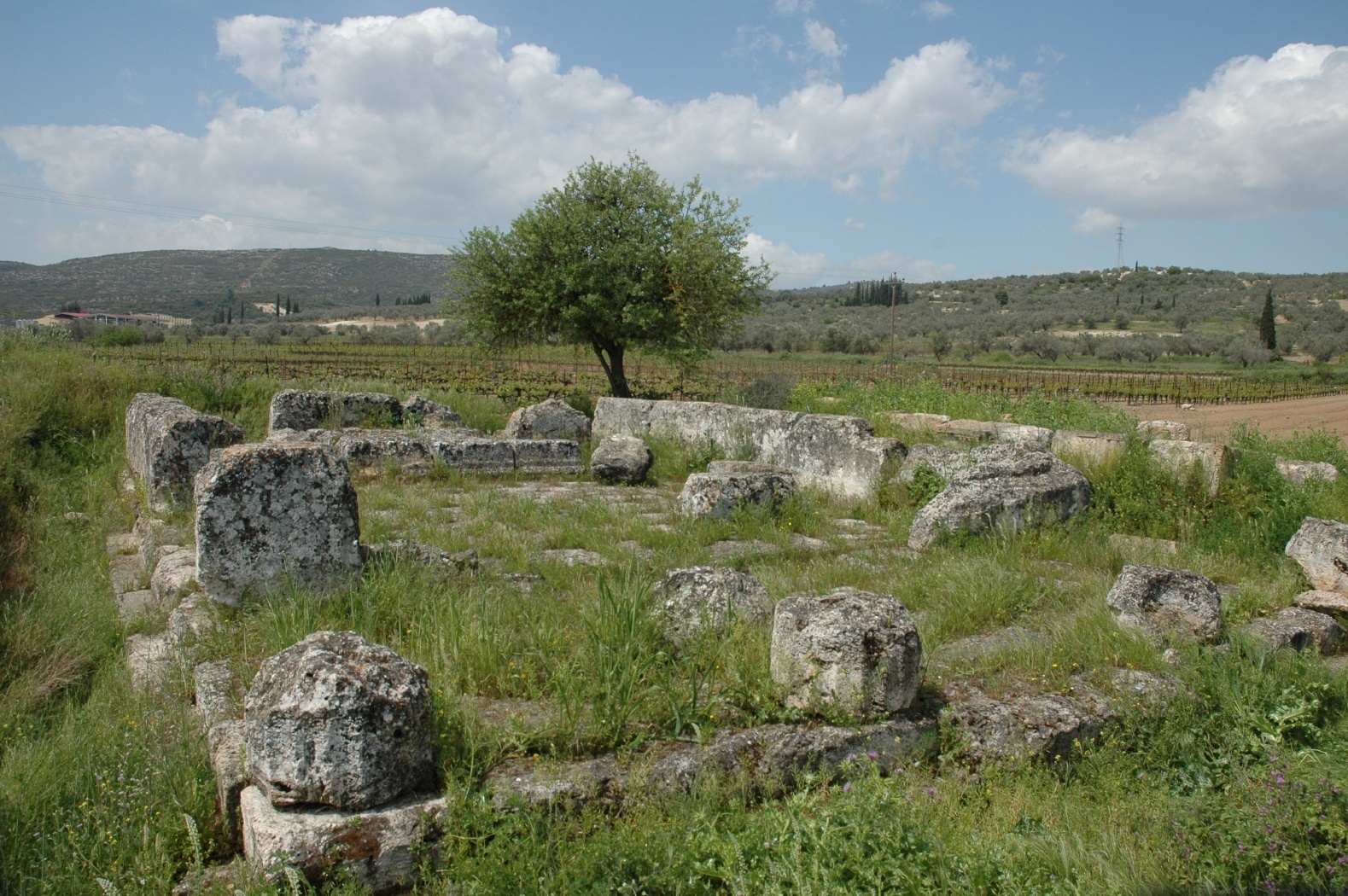
Vestiges d'un temple d'Héraclès

La cité antique de Cléones appartenait à l'Argolide et était située sur la route entre Argos et Corinthe. Un passage étroit à travers les montagnes, appelé Tretus, reliait Cléones à Argos. La cité fut fondée durant l'âge du bronze, pendant l'époque mycénienne. Au XIe siècle av. J.-C., des colons originaires de Cléones et de Phlionte fondèrent Clazomènes, une cité grecque d'Ionie (Turquie actuelle). Cléones était surtout connue pour les jeux Néméens qui se déroulaient dans le sanctuaire de Némée. D'après la mythologie, Héraclès tua les frères Eurytos et Cteatos dans les environs.

## Région viticole
La région est connue dès l'Antiquité pour ses vins. Aujourd'hui l'appellation d'origine contrôlée « Néméa » est l'une des principales du sud de la Grèce, et probablement l'une des principales de Grèce. Le cépage Agiorgitiko est originaire de cette région et est le principal utilisé dans une production viticole centrée sur les vins rouges.